# Rio Guaíba

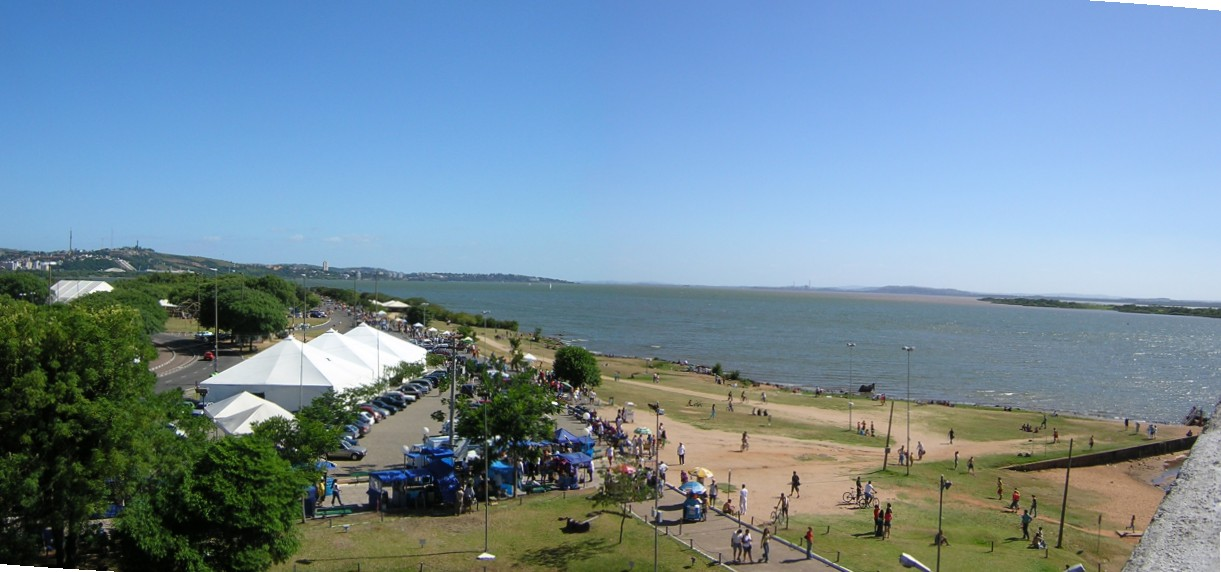
Rio Guaíba, lors du Ier Forum social mondial, en 2005.

Le Guaíba est une étendue d'eau considérée autant comme un cours d'eau (rio), un lac ou un estuaire, situé dans l'État du Rio Grande do Sul, au Brésil. Il possède beaucoup de caractéristiques d'un lac, mais est généralement appelé "rio Guaíba", sa surface est de 496 km². De nos jours, la thèse acceptée par la communauté scientifique est que le Guaíba est un lac, bien qu'il soit connu comme Rio Guaíba. Les types de courants, de vents et de végétation de ses rives ne trompent pas quant à sa classification comme lac.
Le Guaíba se forme à partir du Delta du Jacuí, il arrose les municipalités de Porto Alegre, Eldorado do Sul, Guaíba, Barra do Ribeiro et Viamão. Ses eaux vont ensuite vers la Lagoa dos Patos, qui débouche ensuite sur l'Océan Atlantique Sud.
Le nom, d'origine indigène, signifie "lieu où le fleuve s'élargit" (gua : grand ; i : eau  ou cours d'eau, fleuve, rivière ; ba : lieu).
Sur les bords du Guaíba, se trouvent divers hauts lieux de Porto Alegre, tels que les Quais du port, l'Usine du Gasomètre, l'avenue Beira-Rio (utilisée par les sportifs), l'Amphithéâtre Pôr-do-Sol, les ruines de l'Estaleiro Só, le Yacht Club Guaíba, le club Veleiros do Sul et bien d'autres.

## Images du Guaíba

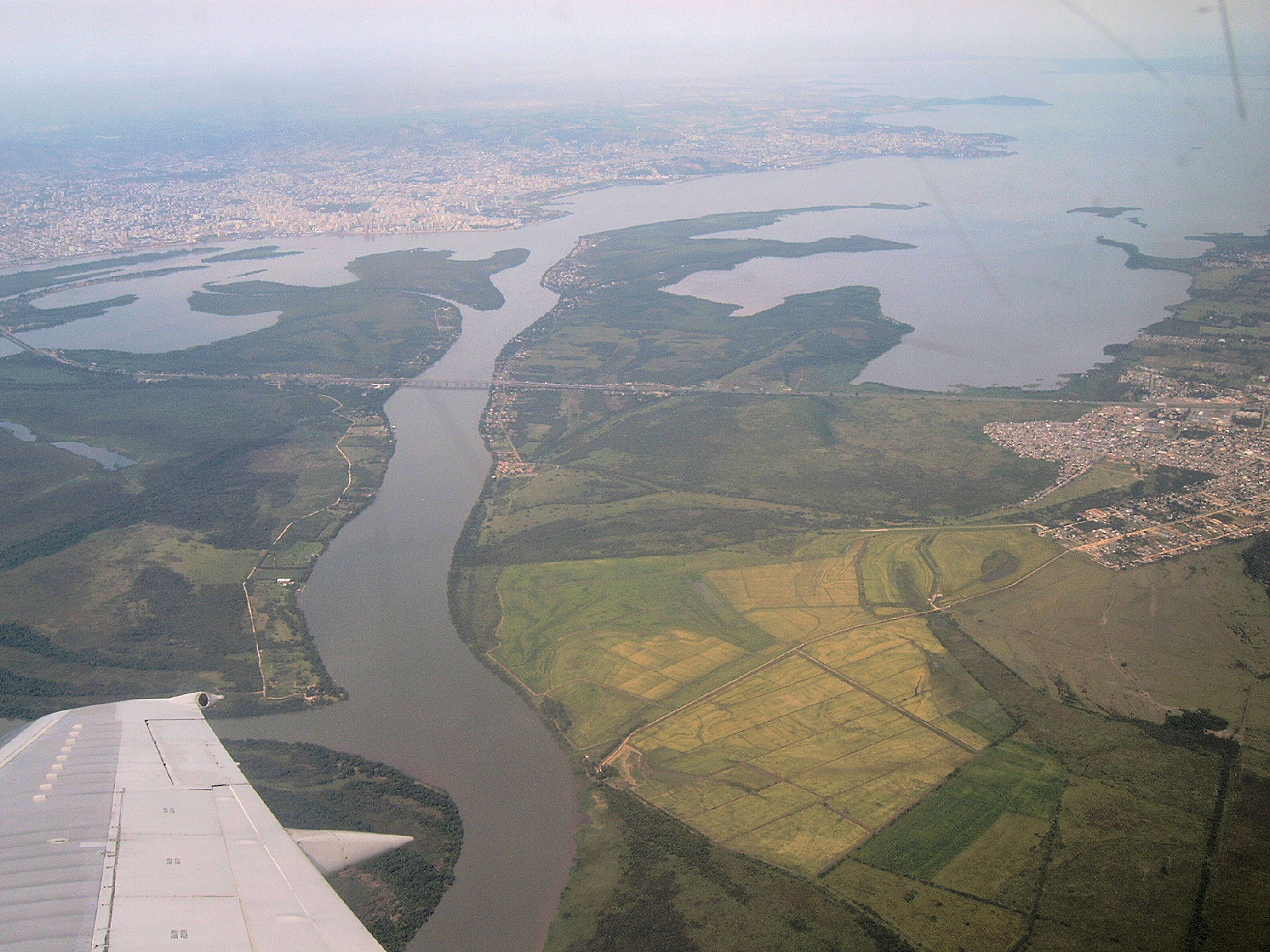
Guaíba, vue aérienne, avec Porto Alegre au fond.
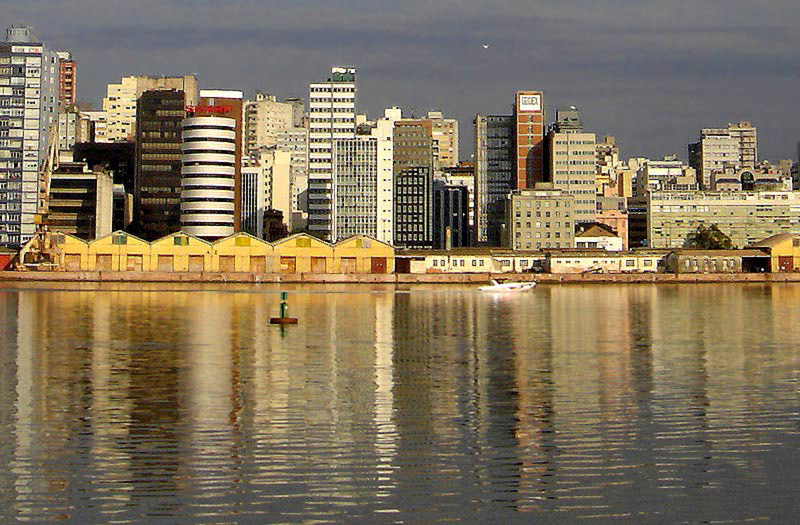
Les quais du port, sur le Guaíba.